# Julia Wernicke
Julia Wernicke (Buenos Aires, 26 de agosto de 1860 - ibídem, 25 de octubre de 1932) fue una pintora y grabadora argentina.

## Familia
Fue hija del educador Robert Heinrich (Roberto Enrique) Wernicke (Kelbra, 29 de mayo de 1826 - Buenos Aires, 24 de enero de 1881) y de Ida Augusta Beltz von Hagen, inmigrantes alemanes que se casaron en 1851. La pareja tuvo varios hijos:
- Roberto Enrique Martín Wernicke (Buenos Aires, 23 de mayo de 1852 - Buenos Aires, 22 de octubre de 1922), médico y bacteriólogo.[3]
- Ana Carlota Wernicke Beltz von Hagen (1856-1899), monja.
- Augusto Jorge Teodoro Wernicke Beltz von Hagen (Buenos Aires, 1858 - Rosario, 1932).
- Julia Federica Herminia Wernicke Beltz von Hagen (1860-1932).
- María Wernicke Beltz von Hagen (1866-?).
- Edmundo Wernicke Beltz von Hagen (1867-?).
- Otto Wernicke Beltz von Hagen (1868-?).

Debido a la muerte de Augusta, Robert se volvió a casar en segundas nupcias con la hermana de su esposa fallecida, Federica Guillermina Beltz von Hagen, quien se convirtió en madrastra de Julia.
- Germán Wernicke Beltz von Hagen (1873-1941), medio hermano.

Julia tuvo una educación esmerada. La atraía el dibujo y la pintura. Dibujó y pintó desde la niñez y también escribía poesías y las ilustraba.

## Carrera artística
A los 25 años de edad, en 1885, Julia Wernicke realizó su primer viaje a Europa. Vivió en Múnich (Alemania) para estudiar con el pintor animalista Heinrich von Zügel (1850-1941), miembro de la Escuela de Barbizon que enseñaba en la Real Academia de Bellas Artes de Múnich y que era, también, maestro del argentino Fernando Fader (1882-1935), el alemán August Kaufhold (quien sería maestro de Karl Allöder) y el estadounidense Walt Kuhn (1877-1949). Esta educación dejó una huella en Wernicke: durante toda su carrera, se abocó casi exclusivamente a la pintura animalista, una elección inusual para una mujer. Permaneció allí cuatro años y luego regresó a Buenos Aires.
En Buenos Aires empezó a ser conocida como la primera animalista argentina. Pintaba animales del Jardín Zoológico de Buenos Aires y de sus viajes al campo. A diferencia de su maestro, especializado en pintura de animales de granja y del entorno rural alemán, Wernicke incorporó a sus intereses la representación de leones, tigres, gorilas y otros animales “exóticos”, una táctica atípica de inserción en el campo artístico de Buenos Aires. Mientras que las naturalezas muertas y los estudios de animales domésticos eran usuales entre las artistas de la época, la representación de animales “salvajes” fue explorada exclusivamente por Wernicke, quien gracias a su amistad con Eduardo Holmberg –entonces director del Jardín Zoológico– pudo acceder con su caballete y pinceles a pintar estos animales. Su cuadro más reconocido de esta época fue Toros ―más conocido como Los toritos― (óleo sobre tela, 55,5 × 71 cm, 1897), que forma parte del acervo del Museo Nacional de Bellas Artes. Hoy el público no puede ver Toros en el museo y ella tampoco está incluida en su catálogo razonado, como sí lo están otras artistas que llevan décadas fuera de exhibición. Desde su adquisición hasta que la pintura fue retirada para ser guardada en el depósito (aproximadamente en 1950), ocupó un lugar preeminente, junto a otros cuadros considerados ahora obras maestras del arte nacional. Otras piezas suyas fueron adquiridas por el Museo Yrurtia, del barrio de Belgrano, y el Museo Castagnino, de Rosario.
Regresó a Europa. En Alemania emprendió otro rumbo: pasó del grabado al aguafuerte, que aprendió con Gützen, o Götzen. Esta vez no se detuvo en Múnich: vivió en Leipzig, Berlín y Dresde.  Con la artista Catalina Mórtola de Bianchi, abarcaron los procedimientos técnicos más variados: el aguafuerte, la xilografía, el aguatinta, el barniz blando, la aguada, la punta seca, la monocopia, la litografía.
Su trayectoria y especialización como animalista no han sido bien estudiadas por los historiadores posteriores, pese a haber sido una artista sumamente reconocida en su tiempo. Si bien es cierto que el género animalista fue poco analizado debido a profundos cambios en el gusto, parte central de su olvido se vincula con su carácter de mujer. En muchos casos, el desconocimiento del público de las obras hechas por mujeres se relaciona con decisiones institucionales: el Museo Nacional de Bellas Artes y el Museo Castagnino, por ejemplo, poseen obras de Wernicke pero no las exponen. En cambio en el Museo Casa de Yrurtia posee cinco obras de Wernicke las cuales cuatro se encuentran en exposición. 

## Exposiciones
El 20 de octubre de 1895, a los 35 años de edad, participó en la tercera exposición del Ateneo de Buenos Aires, en donde se exponían 180 obras de 71 artistas (entre los cuales había 18 mujeres). Wernicke fue una de las dos únicas artistas de la generación del Ateneo que lograron ingresar al Museo Nacional de Bellas Artes de Buenos Aires; la otra excepción fue su amiga Elina González Acha. En 1897, realizó en el bazar de Samuel Boote una exposición individual que puede considerarse entre las primeras hechas por mujeres en Buenos Aires.
En 1904 presentó sus obras en la exposición internacional de San Luis (Misuri), donde fueron premiados, entre otros, el pintor Eduardo Sívori (1847-1918), el escultor Lucio Correa Morales (1852-1923) y ella.
En 1909 realizó en Buenos Aires la primera exposición individual de aguafuertes presentada en Argentina. Pero esta novedad no fue comprendida en el medio porteño y la artista, desengañada, emigró del país para vivir durante treinta años en el ambiente cultural alemán.